# معجزه (ترانه ویتنی هیوستون)
«معجزه» (به انگلیسی: Miracle) تک‌آهنگی از ویتنی هیوستون است که در سال ۱۹۹۱ میلادی منتشر شد.
این تک‌آهنگ در چارت‌های ، جزو ده ترانه اول قرار گرفت.